# コクシエラ属
コクシエラ属又はコキシエラ属（ーぞく、Coxiella)はPseudomonadota門ガンマプロテオバクテリア綱レジオネラ目コクシエラ科の属の一つである。グラム陰性の芽胞形成偏性細胞内寄生性細菌である。生態がリケッチア属に類似していたためかつてはリケッチア科であったが、遺伝子の解析により再分類されて2024年現在はコクシエラ科に属し、その基準属である。コクシエラ・バーネッティイ（Coxiella burnetii）のみが知られている。名称はアメリカの微生物学者、ハロルド・コックス（Herald Rea Cox）に因む。GC含量は43。
脊椎動物や節足動物に寄生し、病原性がある。ヒトの場合、Q熱の病原体となる。偏性細胞内寄生性であるが、芽胞を形成するため、細胞外でもある程度の期間生き延びることができる。そのため、飛沫感染が可能である。

## 下位分類（種）
以下の種を含む(2024年9月現在)。

### IJSEMに正式承認されている種
- Coxiella burnetii　コクシエラ・バーネッティイ

(Derrick 1939) Philip 1948 (IJSEMリストに掲載 1980)

### IJSEMに未承認の種
- "Candidatus Coxiella avium"

Trinachartvanit et al. 2018 (IJSEMリストに掲載 2020)
- "Candidatus Coxiella cheracis"

corrig. Elliman & Owens 2020 (IJSEMリストに掲載 2022)
- "Candidatus Coxiella massiliensis"

Angelakis et al. 2016 (IJSEMリストに掲載 2022)
- "Candidatus Coxiella mudrowiae"

Gottlieb et al. 2015 (IJSEMリストに掲載 2020)
- "Coxiella cheraxi"

Tan & Owens 2000
- "Coxiella popilliae"

Dutky & Gooden 1952
現在はRickettsiella popilliae（リケッチエラ・ポピリアエ）のシノニムとされる。